# Reinbachfälle

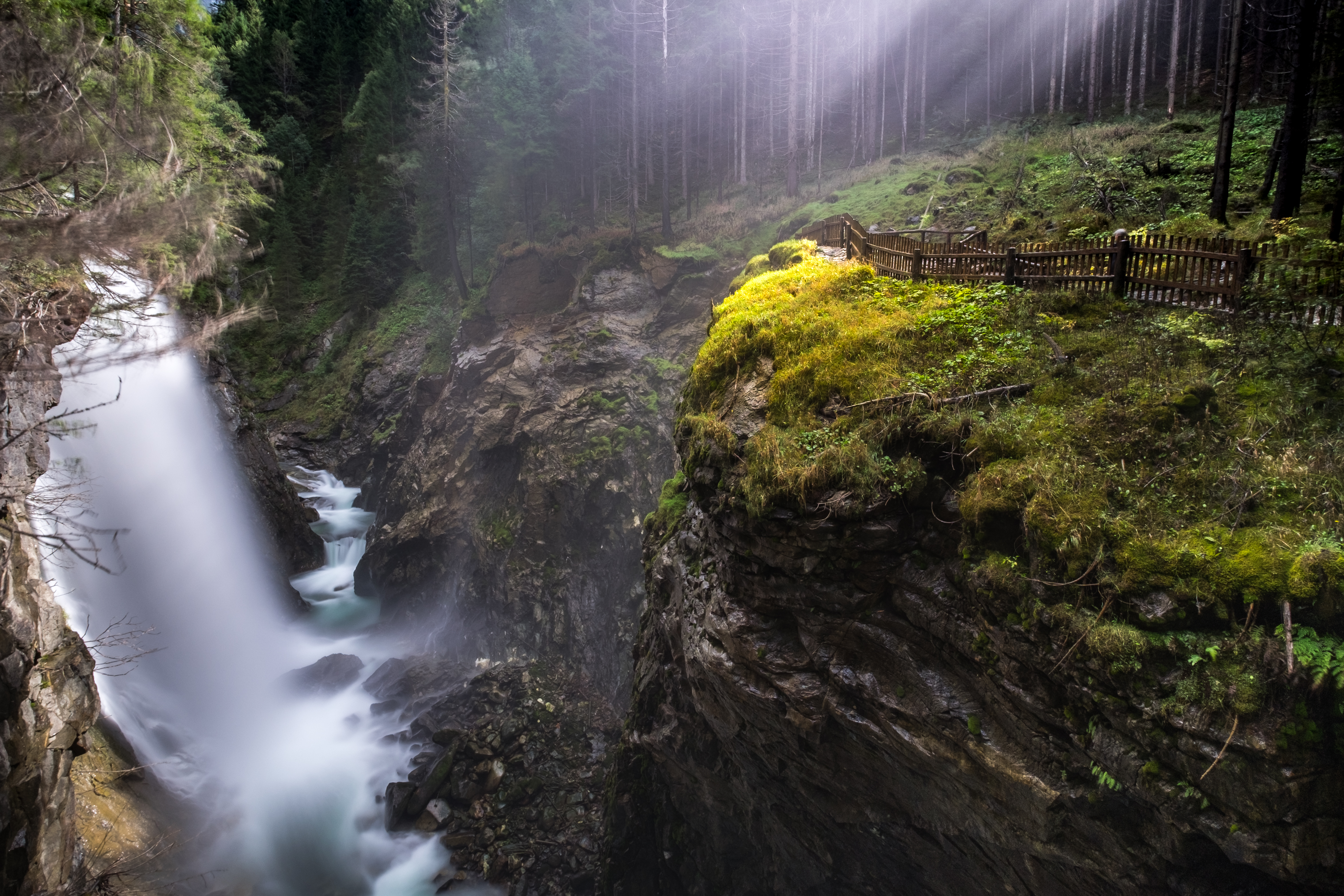
Der obere Teil der Reinbachfälle

Die Reinbachfälle (auch Reiner Wasserfälle) sind vier Wasserfälle und ein hydrologisches Naturdenkmal in der Marktgemeinde Sand in Taufers in Südtirol (Norditalien) im Ortsteil Winkel-Kematen.

## Beschreibung
Am Ausgang befindet sich der erste untere Wasserfall des Reinbachs. Dieser ist sehr eng, hat eine wilde Schlucht, sein Fallbecken liegt auf einer Seehöhe von 915 Metern, und die Sturzhöhe der Kaskade beträgt nicht mehr als 10 Meter. Der zweite Wasserfall ist steiler, hat eine Sturzhöhe von 20 Metern und sein breites Fallbecken liegt auf einer Seehöhe von circa 945 Metern. Der dritte ist der höchste und imposanteste Wasserfall von allen vieren. Das Wasser fällt über eine senkrechte, orographisch rechte Schluchtwand 42 Meter in die Tiefe. Der Ausfluss liegt auf einer Seehöhe von 1045 Metern. Der vierte Fall liegt etwas oberhalb, ist trotz einer geringen Wassermenge und einer Sturzhöhe von circa 20 Metern sehr impulsiv. Er ist der einzige senkrechte Wasserfall in die Schlucht. Der obere Wasserfall hat eine wilde dreistufige Kaskade, die eine Gesamthöhe von 15 Metern und ein besonderes Auffangbecken aufweist. Das unterste Fallbecken liegt auf einer Seehöhe 1070 Metern. Im Jahr 1989 wurden die Wasserfälle zum Naturdenkmal erklärt.

## Einzelnachweise

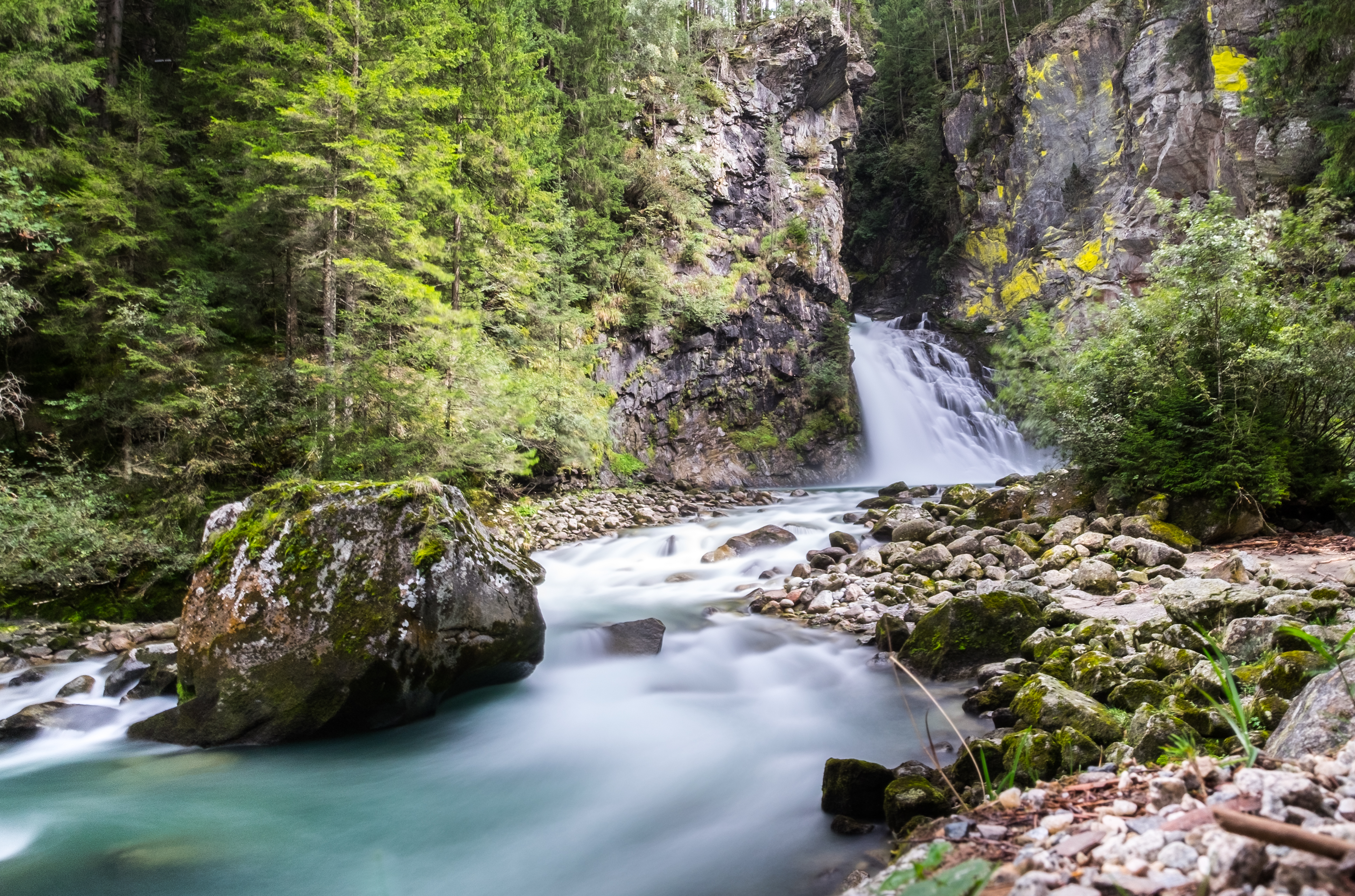
Der untere Teil der Reinbachfälle